# カフェ・ブリュ
『カフェ・ブリュ』（仏:Café Bleu）は、イングランドのバンド、スタイル・カウンシルのファースト・アルバム。1984年3月16日に発売された。

## 収録曲
特記なき楽曲はポール・ウェラー作。
サイド 1
1. ミックス・ブレッシング - "Mick's Blessings" (Mick Talbot) – 1:15
2. ザ・ホール・ポイント・オブ・ノー・リターン - "The Whole Point of No Return" – 2:40
3. ミー・シップ・ケイム・イン - "Me Ship Came In!" – 3:06
4. ブルー・カフェ - "Blue Café" – 2:15
5. ザ・パリス・マッチ - "The Paris Match"– 4:25
6. マイ・エヴァ・チェンジング・ムーズ - "My Ever Changing Moods" – 3:37
7. ホワイトハウスへ爆撃 - "Dropping Bombs on the Whitehouse" (Weller, Talbot) – 3:15

サイド 2
1. ゴスペル - "A Gospel" – 4:44
2. ストレングス・オブ・ユア・ネイチャー - "Strength of Your Nature" – 4:20
3. ユーアー・ザ・ベスト - "You're the Best Thing" – 5:40
4. ヒアズ・ワン・ザット・ガット・アウェイ - "Here's One That Got Away" – 2:35
5. ヘッドスタート・フォー・ハッピネス - "Headstart for Happiness" – 3:20
6. カウンシル・ミーティン - "Council Meetin" (Weller, Talbot) – 2:29

## チャート
| チャート（1984年）               | 最高位 |
| -------------------------------- | ------ |
| イギリス（全英アルバムチャート） | 2      |

## パーソネル

### スタイル・カウンシル
- ポール・ウェラー (Paul Weller) – ボーカル、ギター、ベース (3、7、13)、シンセサイザー (9)、フルート (13)
- ミック・タルボット (Mick Talbot) – キーボード、ピアノ、ハモンドオルガン、ブラス・シンセサイザー (9)、ベース・シンセサイザー (10)、ブラス・サウンド (12)、クラヴィネット (13)
- スティーヴ・ホワイト (Steve White) – ドラム、パーカッション

### 参加ミュージシャン
- ビリー・チャップマン (Billy Chapman) – サクソフォーン (3、7、10)
- バーバラ・スノウ (Barbara Snow) – トランペット (3、7、8、12)
- ランディ・アンダーソン (Randy Anderson) – ギター
- トレイシー・ソーン (Tracey Thorn) – ボーカル (5)
- クリス・ボストック  (Chris Bostock) – ダブルベース (5、11)
- ベン・ワット (Ben Watt) – ギター (5)
- ディジー・ハイツ (Dizzi Heights (Brian Beaton)) – ラップ (8)
- ヒラリー・シーブルック (Hilary Seabrook) – サクソフォーン (8、12)
- ディー・C・リー (Dee C. Lee) – バック・ボーカル (9)、共同ボーカル (12)
- ボビー・ヴァレンティノ (Bobby Valentino) – ヴァイオリン (11)
- ピート・ウィルソン (Pete Wilson) – ドラム・プログラミング (8、9)